# IC 4813
IC 4813 је патуљаста галаксија у сазвјежђу Паун која се налази на листи објеката дубоког неба у Индекс каталогу.
Деклинација објекта је - 66° 31' 22" а ректасцензија 19h 5m 41,8s. Привидна величина (магнитуда) објекта IC 4813 износи 13,9 а фотографска магнитуда 14,5. IC 4813 је још познат и под ознакама ESO 104-35, PGC 62758.